# Dieter Müller (cuisinier)
Pour les articles homonymes, voir Müller et Dieter Müller.
Dieter Müller (né le 28 juillet 1948 à Auggen) est un chef cuisinier allemand. Son restaurant eut trois étoiles Michelin de 1997 à 2008. Son style de cuisine mêle des influences méditerranéennes, françaises et asiatiques.

## Biographie
Dieter Müller est issu d'une famille de restaurateurs, son frère aîné Jörg Müller est également chef. Dieter Müller termine son apprentissage de cuisine avec mention en 1966 et travaille pendant deux ans dans l'entreprise de ses parents "Lug ins Land" à Raich dans le sud de la Forêt-Noire jusqu'à son service militaire. Après six mois de service, il est récompensé pour la meilleure cuisine de la Bundeswehr.
Il continue à se perfectionner à l'hôtel Schweizerhof d'Ernesto Schlegel à Berne, jusqu'à ce qu'après une escale à Corfou, il rejoigne en 1973 l'équipe de son frère au Schweizer Stuben à Wertheim-Bettingen, qui comprend également Hans Stefan Steinheuer comme sous-chef de 1981 à 1983. Il reçoit sa première étoile Michelin en 1974 et est maître de cuisine certifié à partir de 1976. En 1977, le restaurant reçoit deux étoiles Michelin.
En 1983, Jörg Müller s'installe à Sylt : Dieter Müller conserve les deux étoiles Michelin. En 1988, il publie son premier livre, Das Dieter Müller Kochbuch, qui reçoit la médaille d'or de l'Académie gastronomique d'Allemagne l'année suivante. De 1990 à 1992, il cuisine au Japon, en Australie, aux États-Unis, en France et en Thaïlande notamment.
De février 1992 à février 2008, il est chef cuisinier et patron du restaurant gastronomique Dieter Müller du Schlosshotel Lerbach à Bergisch Gladbach, qui obtient une étoile Michelin en 1992, deux en 1994 et trois en 1997 ; cela fait de lui le troisième Allemand, après Herbert Schönberner et Harald Wohlfahrt, dont le restaurant reçoit ce prix. En 2005, il y dirige également une école de cuisine. En février 2008, il cède la direction de la cuisine de son restaurant à Nils Henkel. En décembre 2009, Müller quitte le Schlosshotel Lerbach.
En septembre 2010, il ouvre un restaurant sur le bateau de croisière Europa, où il est à bord 70 jours par an. En 2011, il devient président du chef de l'année, un concours pour les chefs professionnels d'Allemagne, d'Autriche, de Suisse et du Tyrol du Sud. La présélection pour le concours de cuisine a lieu dans différentes villes et la finale a lieu tous les deux ans pendant Anuga en automne.
Fin 2018, Müller est le patron d'un restaurant du Ritz-Carlton à Berlin. Le restaurant de Dieter Müller sur le MS Europa ferme en octobre 2019.

## Distinctions
Dieter Müller est nommé « Chef de l'année » au guide des restaurants Gault-Millau en 1987 et dans le magazine gastronomique Der Feinschmecker en 1998.
Pour son livre de cuisine Geheimnisse aus meiner Drei-Sterne-Küche, publié en 2000, il est le premier Allemand à recevoir le Prix la Mazille International. En 2003, il reçoit le prix gastronomique le plus élevé des États-Unis, le Five Star Diamond Award.
En 2009, il reçoit le prix Eckart Witzigmann de l'Académie allemande de gastronomie pour l'œuvre de sa vie.